# Al-Dschaisch
al-Dschaisch (arabisch الجيش al-Dschaisch, DMG al-Ǧayš ‚die Armee‘) ist ein syrischer Sportverein aus der Landeshauptstadt Damaskus. Die Herren-Fußballmannschaft spielt derzeit in der höchsten Liga des Landes, der syrischen Profiliga. Er spielt im Abbasiden-Stadion, welches 45.000 Zuschauer fasst. Zumeist kommen allerdings, für syrische Verhältnisse deutlich unterdurchschnittliche, 1.000 bis 2.000 Zuschauer. Der Verein wurde 1947 gegründet und ist mit 14 Meisterschaften Rekordmeister. Den Pokal konnte al-Dschaisch siebenmal gewinnen. Größter Erfolg des Vereins war der Gewinn des AFC Cup 2004.

## Vereinserfolge

### National
- Syrischer Meister: 1973, 1976, 1979, 1985, 1986, 1998, 1999, 2001, 2002, 2003, 2010, 2013, 2015, 2016, 2017, 2018, 2019[1]

- Syrischer Pokalsieger: 1986, 1997, 1998, 2000, 2002, 2004, 2014
- Syrischer Pokalfinalist: 2001, 2013, 2016

### Kontinental
- AFC Cup-Sieger: 2004

## al-Dschaisch in den Internationalen Vereinswettbewerben
Am 27. November 2004 gewann al-Dschaisch den AFC Cup, der dem europäischen UEFA-Pokal ähnlich ist. Al-Dschaisch war der erste syrische Klub, dem ein Titelgewinn auf kontinentaler Ebene glückte – umso interessanter ist es, dass der Finalgegner al-Wahda hieß und sich somit zwei syrische Klubs im Finale gegenüberstanden. Beide Spiele fanden im al-Abbasiyin-Stadion statt. Im Hinspiel, in dem Al Wahda offiziell Heimrecht hatte, gewann al-Dschaisch mit 3:2; das Rückspiel endete 1:0 für Al Wahda. Dadurch, dass das erste Spiel als Auswärtsspiel für al-Dschaisch gewertet wurde, entschied der Rekordmeister aufgrund der Auswärtstorregel die „Schlacht um Damaskus“ für sich. Beide Vereine nehmen 2005 an der AFC Champions League teil.
Im „Arab Club Champions Cup“ und „Arab Cup Winner’s Cup“, den Vorläufern der Arabischen Champions League, war es ebenfalls al-Dschaisch, das die Fahne des syrischen Vereinsfußballs hochhielt: Zwischen 1998 und 2000 erreichte man in beiden Wettbewerben je zweimal das Finale, musste sich jedoch alle vier Male geschlagen geben.

## Mehrspartensportverein
Der Verein bietet neben Fußball auch folgende Sportarten an:
- Basketball
- Volleyball
- Handball
- 7er-Rugby